# Neve, Gliz et Aster

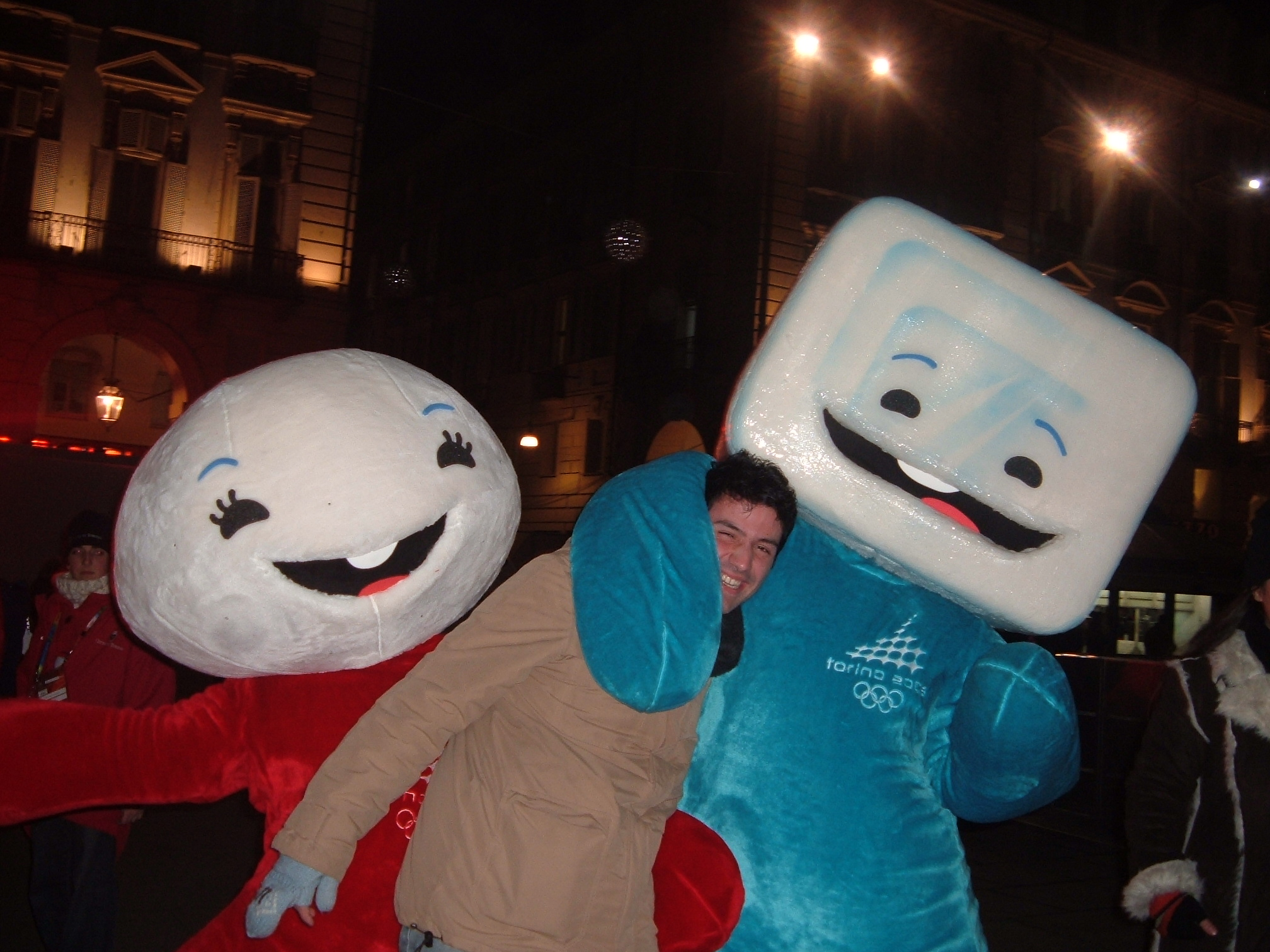
Neve et Gliz au Village sportif sur la place Solferino à Turin

Neve et Gliz sont les mascottes des Jeux olympiques d'hiver 2006 organisés à Turin.
Neve est une boule de neige, Gliz est un cube de glace. Neve et Gliz rappellent, par leurs noms et leurs formes, les deux éléments essentiels des sports d'hiver : la neige et la glace. Ensemble, ils représentent les valeurs de l’Italie et de l’olympisme : « amitié et enthousiasme, loyauté et divertissement, design et innovation. ». Ils ont été créés par le designer portugais Pedro Albuquerque.
Pour les Jeux paralympiques, Aster est un flocon de neige, né sous le crayon du même Pedro Albuquerque le même designer. Ils évoluent tous les trois dans le même univers. Aster porte les valeurs traditionnelles du paralympisme qui sont détermination, passion et courage